# Государственный строй Гибралтара
Государственный строй Гибралтара — парламентская демократия. Согласно Конституции Гибралтара 2006 года, территория является британским доминионом, этот статус может быть изменён только соответствующим законом, принятым Британским парламентом.

## Глава государства
Главой государства является Карл III (король Великобритании). Непосредственно в Гибралтаре короля представляет губернатор, назначаемый королём без определённого срока полномочий. Права и обязанности губернатора ограничены конституцией.

## Законодательная власть
Законодательной властью Гибралтара являются король Великобритании и Парламент Гибралтара. Парламент состоит из всенародно избираемых представителей, которые затем выбирают спикера парламента, не входящего в число избранных депутатов.
Губернатор наделён особым законодательным правом вводить новый закон в обход парламента и правительства, но после обязательных консультаций с ними, путём публикации его в официальном печатном органе от имени короля. В экстренных случаях закон может быть введён немедленно по письменному указанию губернатора о необходимости принятия срочных мер.

## Исполнительная власть
Исполнительная власть принадлежит королю Великобритании и осуществляется через правительство Гибралтара. Правительство состоит из короля и Совета министров. В Совет министров входят Главный министр и от четырёх до пятнадцати министров по направлениям, в зависимости от численности парламента. Министров, в том числе главного министра, формально назначает губернатор, фактически главой правительства становится лидер парламентского большинства.
Губернатор наделён полномочиями в вопросах внешних отношений, обороны, внутренней безопасности (включая полицию), назначения исполнительных органов.

## Судебная власть
Судебную власть представляет Верховный суд Гибралтара, наделённый полномочиями рассматривать любые, уголовные или гражданские, дела. Верховный суд возглавляет главный судья, назначаемый губернатором по решению специальной комиссии. Решения Верховного суда и других судей могут быть оспорены в Апелляционном суде.